# Estabilidade financeira
A estabilidade financeira se refere a um estado em que um sistema financeiro experimenta baixa volatilidade.

## Conceito
Pela sua importância no financiamento dos agentes económicos, e em particular das empresas, os mercados financeiros são essenciais para o bom funcionamento dos sistemas económicos modernos. No entanto, a multiplicidade de atores e interesses conflitantes, assim como certas práticas, podem comprometer a estabilidade dos mercados financeiros e causar crises financeiras.
A literatura econômica não define estabilidade financeira de forma consensual, nem fornece certas ferramentas para designar uma situação como totalmente estável. Certos indicadores permitem compreender os níveis de risco e instabilidade dos mercados financeiros.
A estabilidade monetária é uma das chaves para a estabilidade financeira. O mercado de câmbio, de fato, está vinculado por retroalimentação a outros mercados. A instabilidade da moeda pode, portanto, causar uma instabilidade financeira mais ampla.
A estabilidade financeira é um objetivo dos bancos centrais e frequentemente está incluída em seus mandatos. Mais recentemente, os bancos centrais desenvolveram ferramentas microprudenciais e macroprudenciais que lhes permitem afinar os riscos que pesam nos mercados financeiros.